# Ikarus E92
Ikarus E92 — автобус среднего класса венгерской фирмы Ikarus, выпущенный в 1999 году в единственном экземпляре.

## Описание
Ikarus E92, представленный в 1999 году, имеет три автоматические двери. Формула дверей — 1—2—1.
Ikarus E92 оснащён шестицилиндровым дизельным двигателем Cummins B5.9-180 мощностью 184 л. с. и крутящим моментом 630 Н·м в паре с автоматической трансмиссией Voith Midimat BR 12.5. Шасси автобуса — Csepel.
Ошиновка заднего моста односкатная.

## Эксплуатация
Ikarus E92 эксплуатировался в Кестхее с номерным знаком GMM-728. В 2014 году автобус был списан.